# موسیقی هرگز متوقف نمی‌شود
موسیقی هرگز متوقف نمی‌شود (به انگلیسی: The Music Never Stopped) فیلمی محصول سال ۲۰۱۱ و به کارگردانی جیم کولبرگ است. در این فیلم بازیگرانی همچون جی. کی. سیمونز، جولیا اورموند، میا مایسترو، لو تیلور پاچی، تمی بلانچارد، کارا سیمور و اسکات ادسیت ایفای نقش کرده‌اند.